# Gare du Sud
Pour les articles homonymes, voir Gare du Sud (homonymie).
La gare du Sud est une ancienne gare ferroviaire française située dans le quartier de la Libération à Nice. Cette gare est l'ancien terminus des lignes à voie métrique des chemins de fer de Provence reliant Nice à Digne-les-Bains (Alpes-de-Haute-Provence) et à Meyrargues via Draguignan.

## Histoire et description

### Débuts
Elle est construite en 1892 par l’architecte Prosper Bobin pour le compte de la Compagnie des chemins de fer du Sud de la France. Son plan d’ensemble s’articule autour de deux espaces à la fonction, aux matériaux et à l’architecture distincts. Côté cour, donnant sur le boulevard Malaussena, le bâtiment des voyageurs est conçu selon un courant dit rationaliste qui privilégie l’emploi de nouveaux matériaux industriels sans compromis sur l'élégance. Sa façade monumentale avec un pavillon central élevé entouré de deux pavillons latéraux affiche un répertoire décoratif fait de céramiques plaquées et de motifs peints, la pierre de taille soulignant la structure. L’édifice est couronné de matériaux en terre cuite ; la toiture de tuiles est soulignée à la base par des acrotères et au faîte par des épis.
Côté voies, la halle métallique (aux dimensions impressionnantes de 23 m de large, 18 m de haut et 87 m de long) abrite les quais. Cette pièce d’architecture inspirée de Gustave Eiffel est créée pour le pavillon de la Russie et de l'Autriche-Hongrie de l'Exposition universelle de Paris de 1889. Elle est intégrée à la gare du Sud en 1891.
Après la Seconde Guerre mondiale, la ligne de Meyrargues est fermée, seule reprenant l'exploitation de Nice-Digne. Les Chemins de fer de Provence ont fermé la gare du Sud en décembre 1991 et transféré le terminus de la ligne dans une nouvelle gare minimaliste située un peu en amont sur la ligne, la gare de Nice CP.
Le bâtiment a été vendu en 2000 par l'État à la commune de Nice, qui prévoyait de démolir la halle métallique et sa verrière et de démonter la façade. Ce projet a soulevé de nombreuses protestations et finalement le ministre de la Culture, Renaud Donnedieu de Vabres, s'y est opposé en 2004.
La façade de l'ancienne gare fait l’objet d’une inscription au titre des monuments historiques depuis le 23 septembre 2002. La halle des trains fait l’objet d’une inscription au titre des monuments historiques depuis le 23 juin 2005.

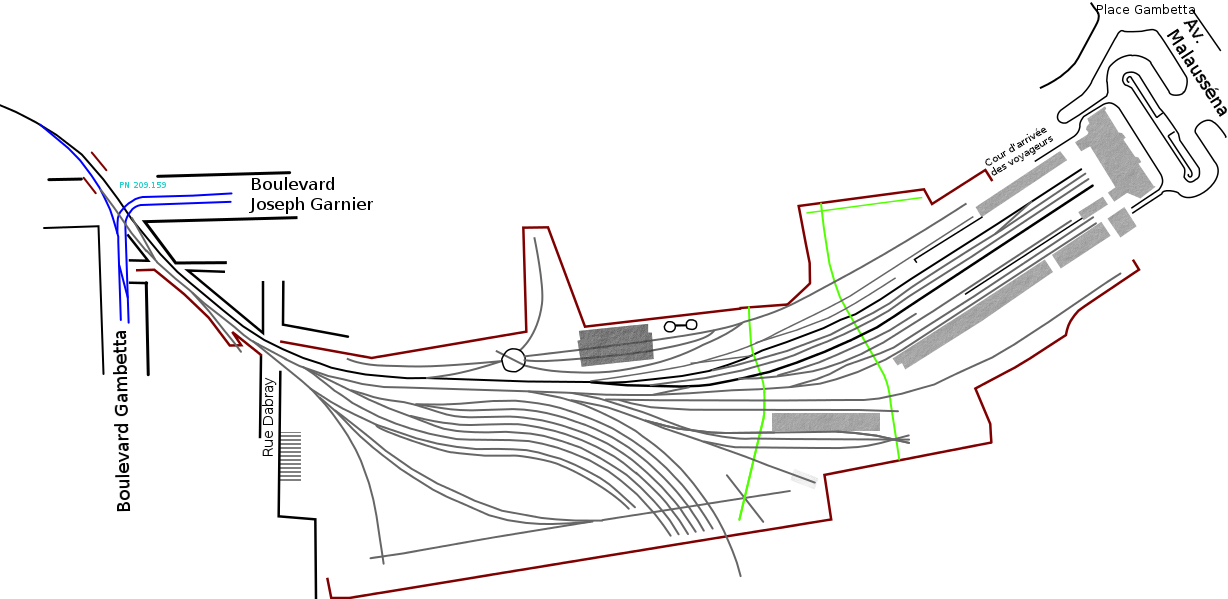
Schéma de la gare.

### Projets
Si le bâtiment a d'abord été sauvé de la destruction, son avenir est longtemps resté incertain. Plusieurs projets ont été envisagés, comme l'installation d'associations artistiques à la recherche d'un abri ou celui, controversé, du transfert de l'hôtel de ville de Nice.
En effet, à la suite de l'échec du projet de 2000, la ville a demandé à l'architecte Pierre-Louis Faloci un nouveau projet qui préserve la totalité du bâtiment des voyageurs ainsi que la halle métallique. Ce projet a fait l'objet d'un accord du ministère de la Culture le 12 mai 2005, prévoyant de surmonter la gare d'un vaste auvent ou ombrière, qui serait recouverte de 2 000 m2 de panneaux solaires produisant de l'électricité. Le projet comprenait également la réalisation d'une médiathèque et d'un complexe sportif, de réhabiliter l'école d'arts plastiques et de créer un parking de 1 300 places.

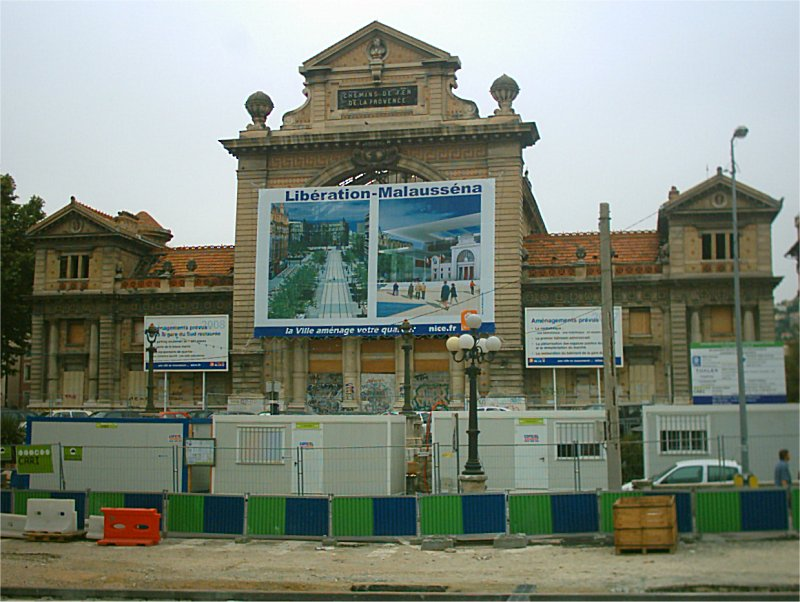
Façade en 2006.
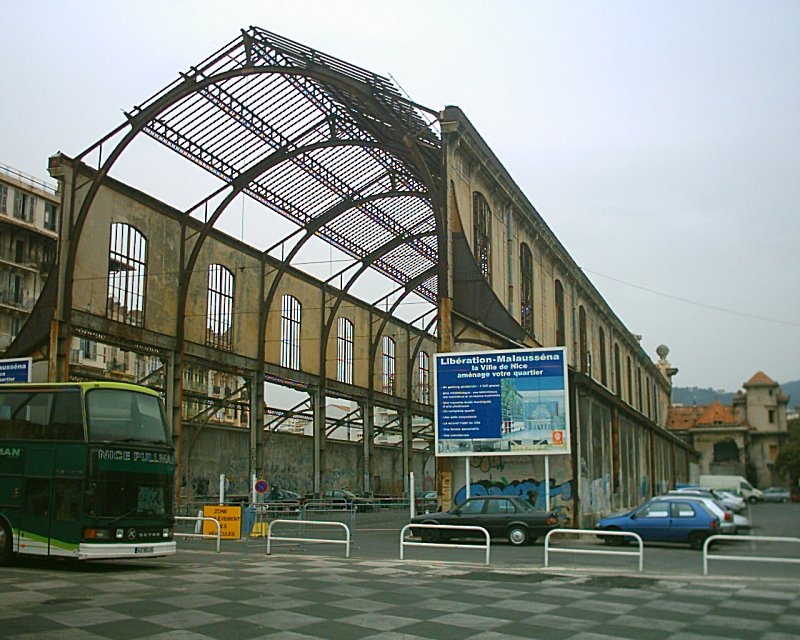
Côté voies en 2006.
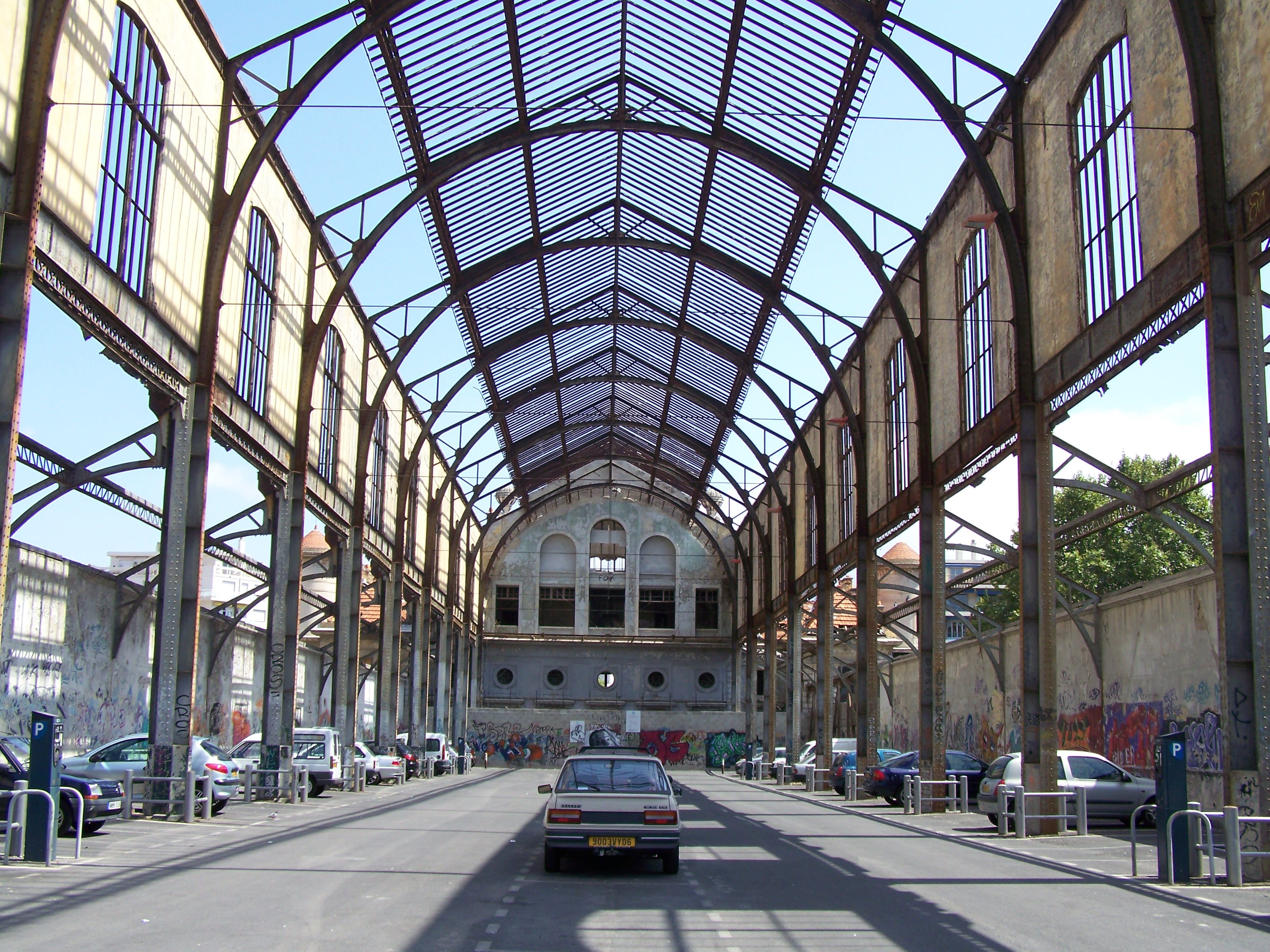
Halle désaffectée en 2007.
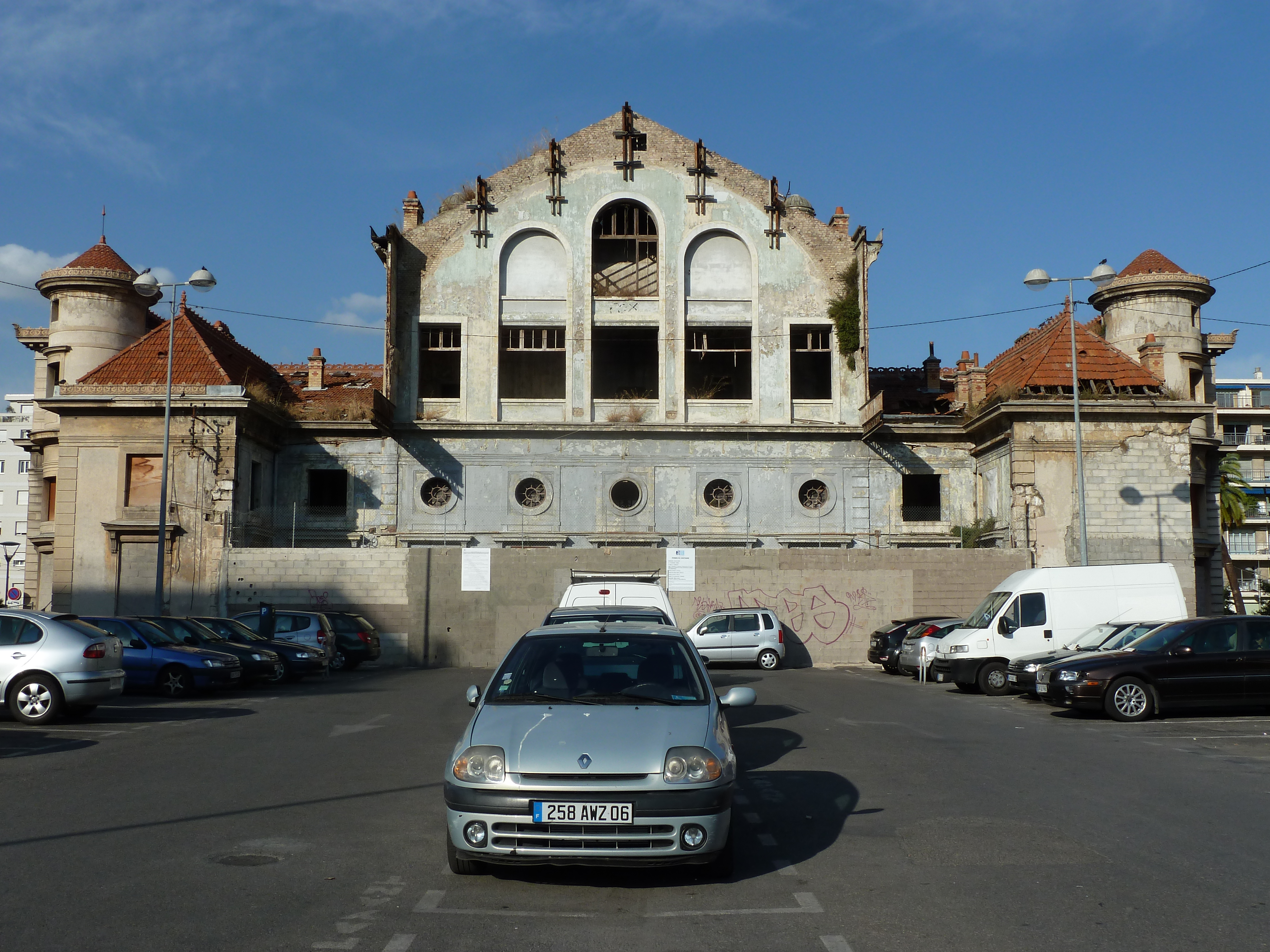
Côté voies en 2011.
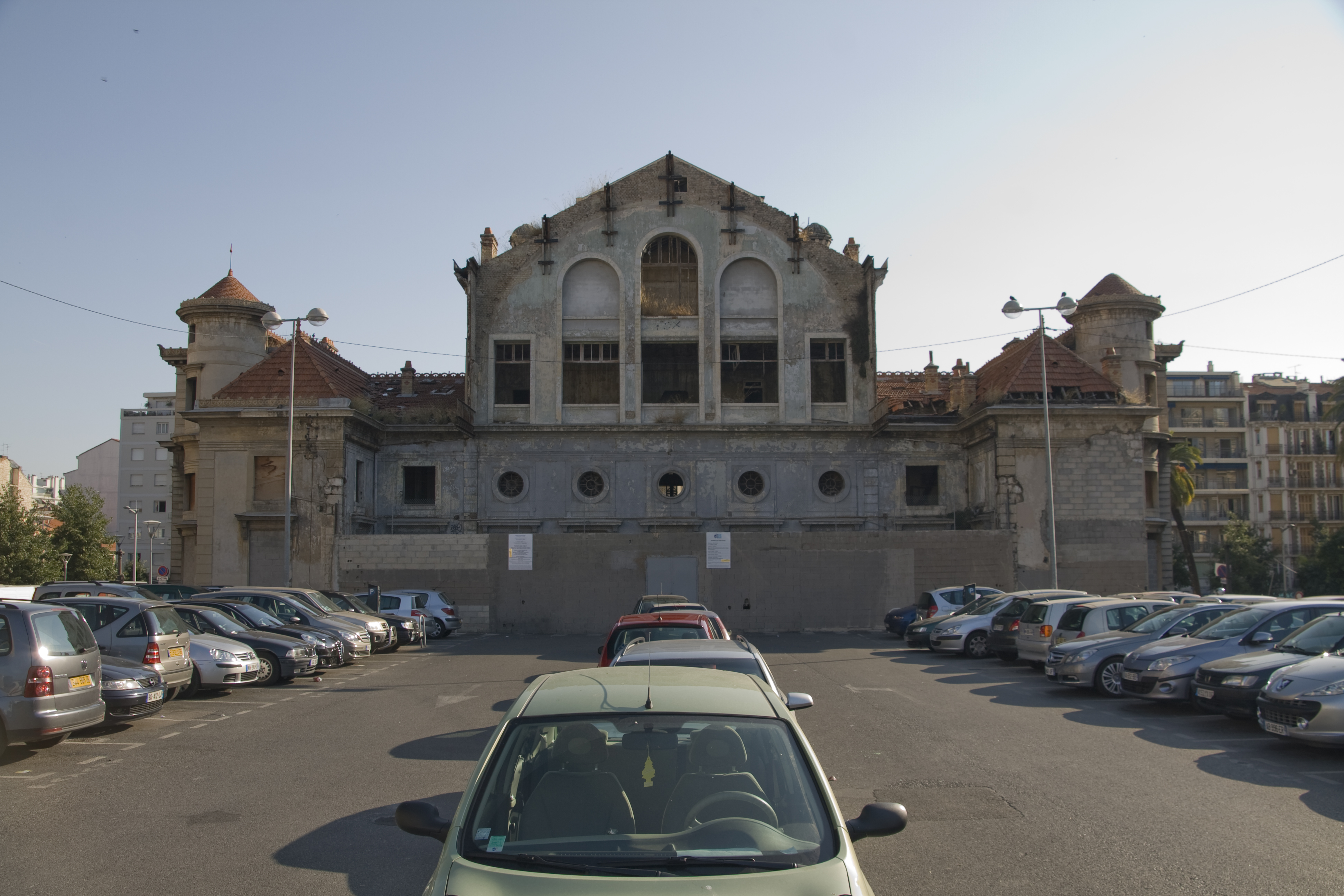
Côté voies en 2011.

### Réhabilitation
Durant l'année 2013, la gare est en travaux de réhabilitation pour devenir une médiathèque,,,. Les travaux se terminent en décembre de la même année, suivis de l’inauguration.

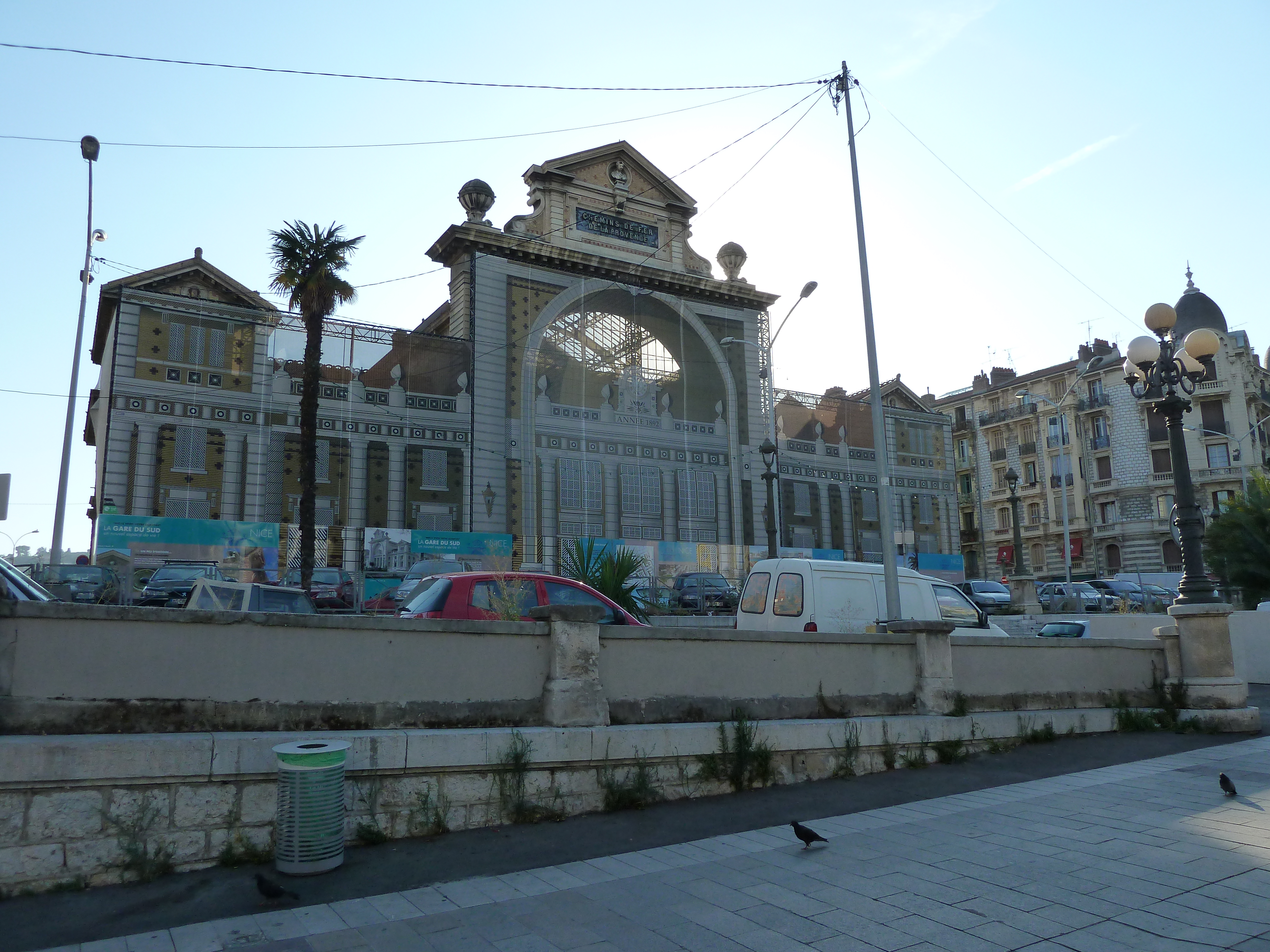
Façade recouverte d'une toile, en juillet 2011.
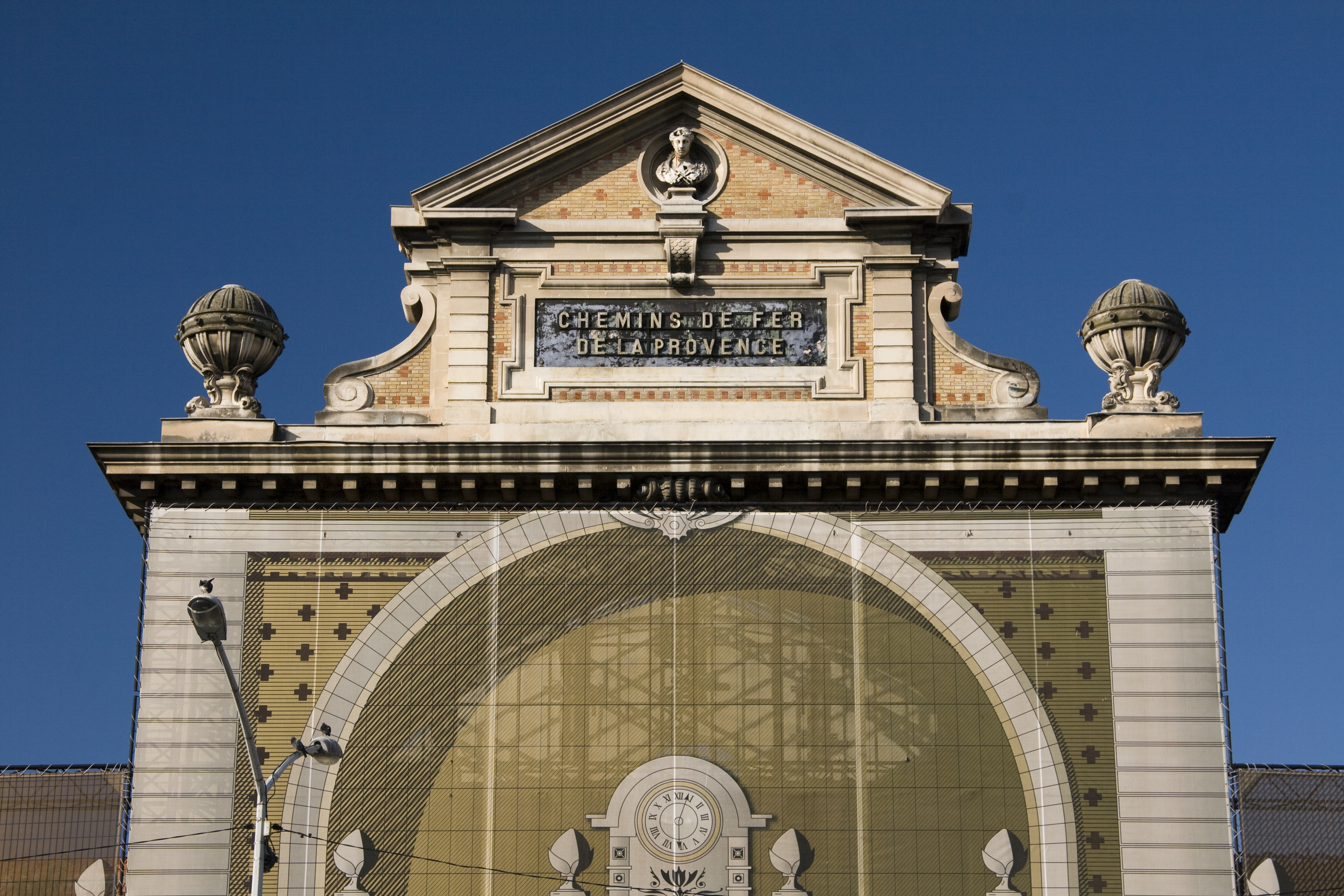
Façade recouverte d'une toile, en septembre 2011.
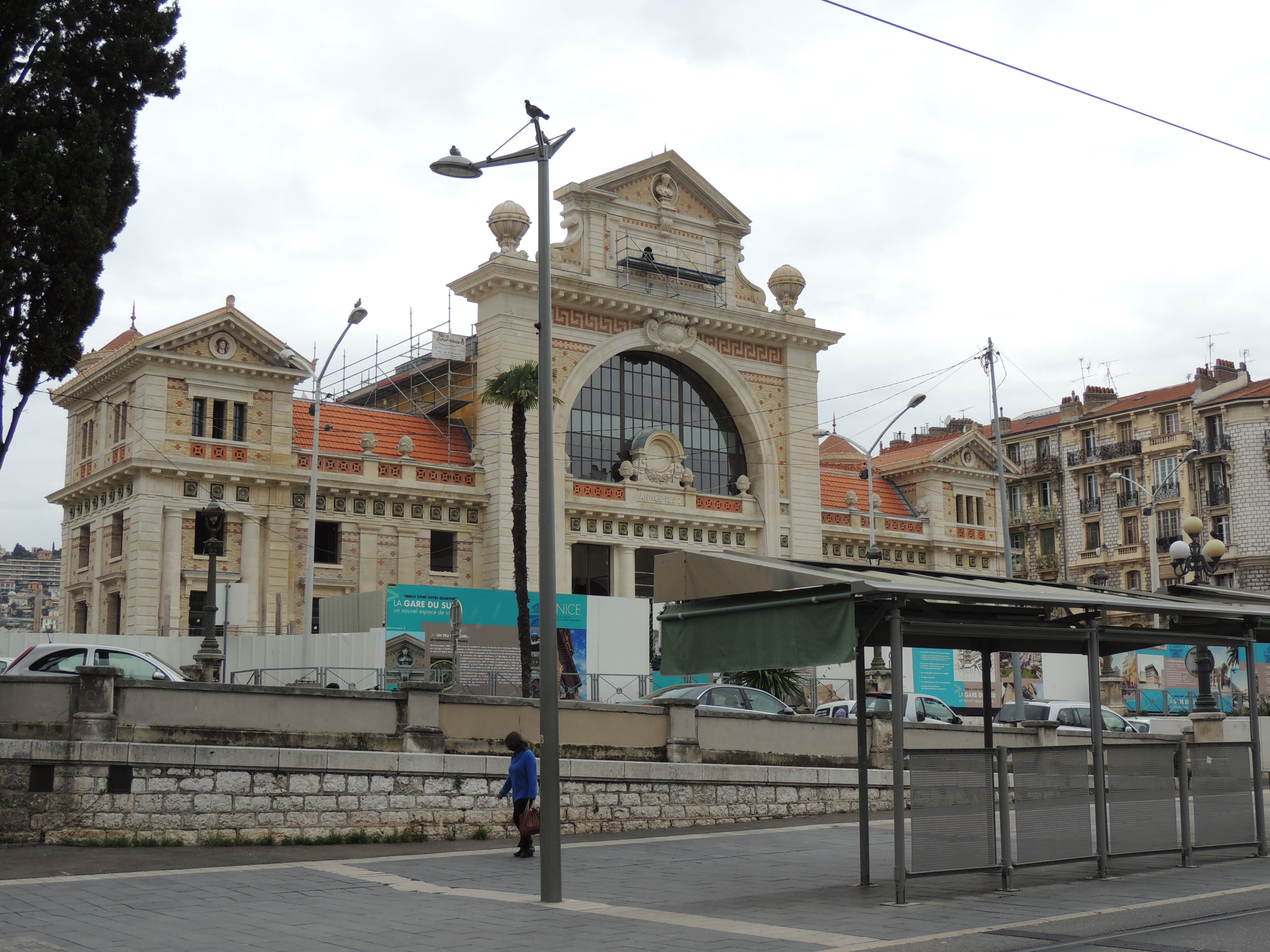
Façade en réhabilitation, en avril 2013.
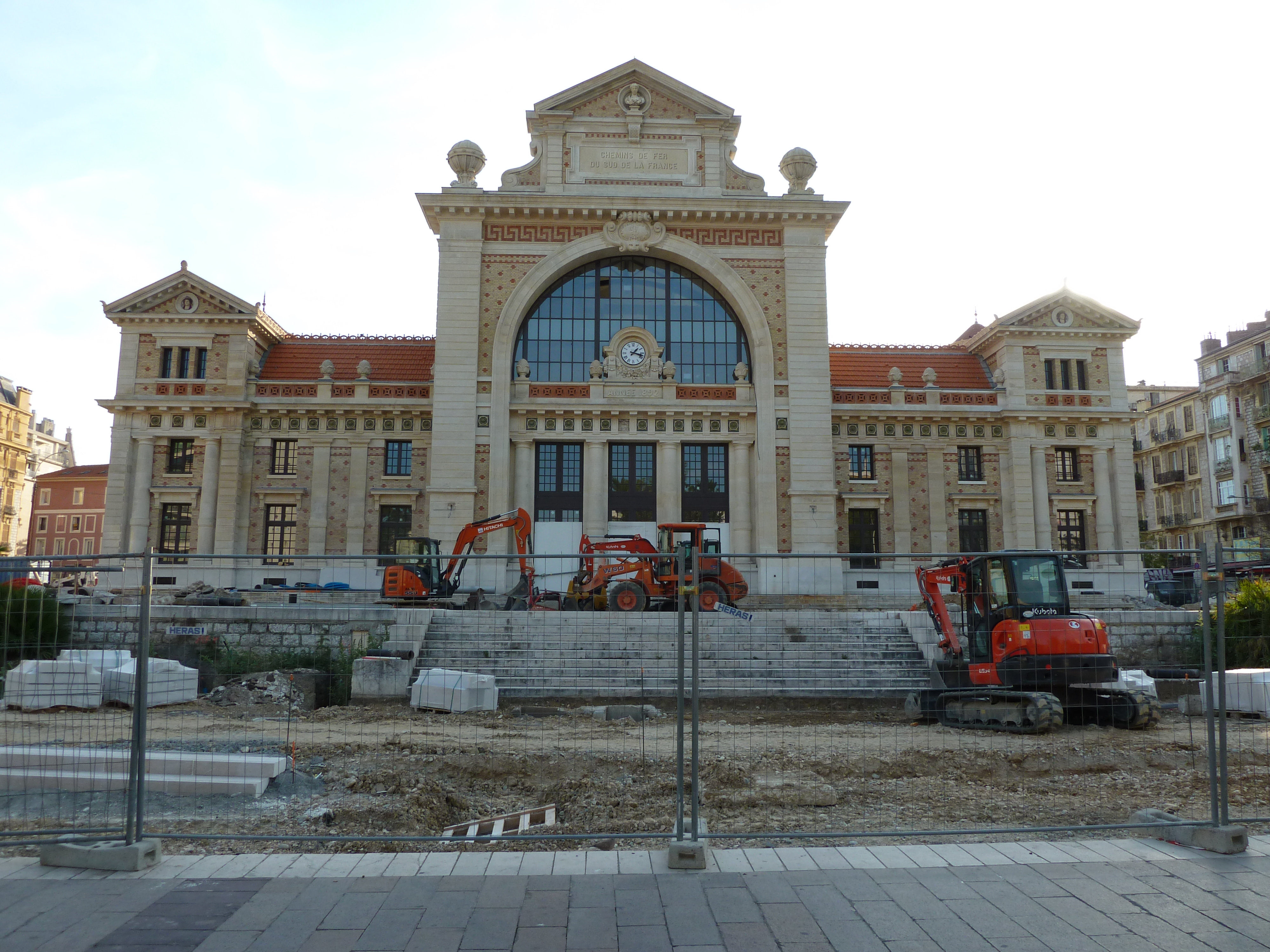
Façade en réhabilitation, en août 2013.
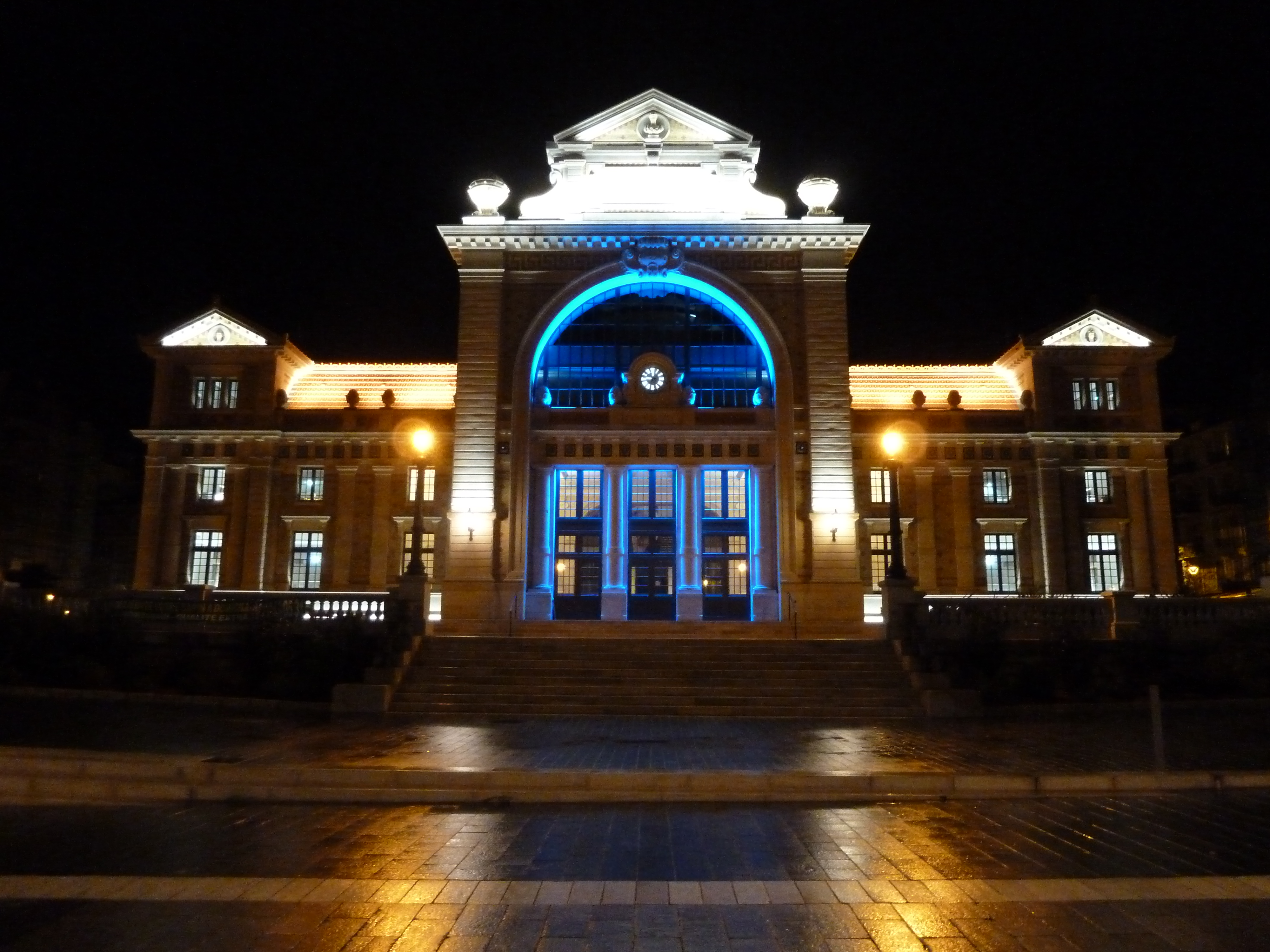
Façade, en décembre 2013.
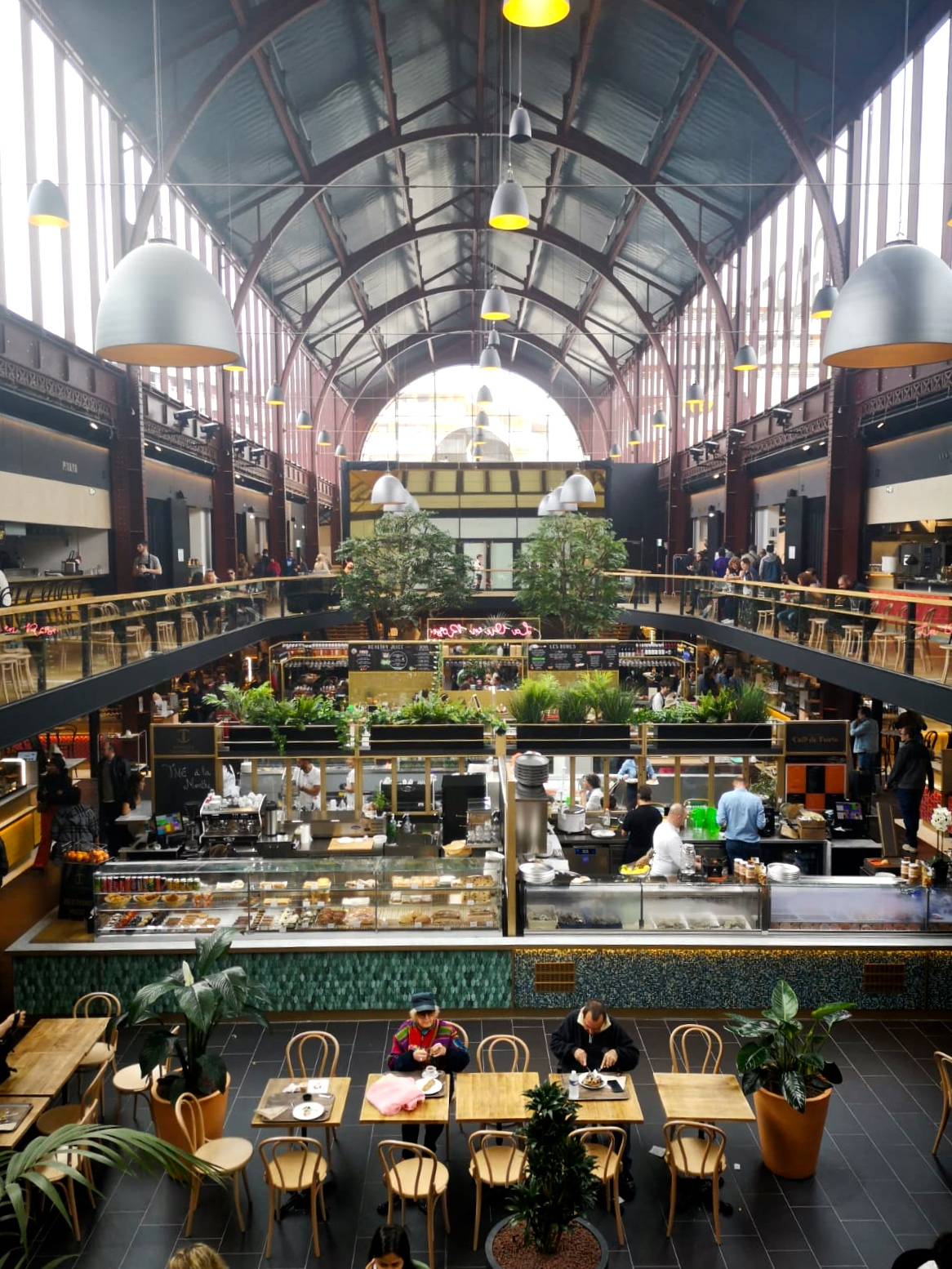
Intérieur en mai 2019, après la fin des travaux.

Les travaux de remontage de la charpente métallique de l'ancienne halle, accolée au côté ouest du bâtiment, succèdent à l'inauguration de la médiathèque et s'achèvent le 3 juin 2017 Les travaux intérieurs se poursuivent pour la réalisation sur deux niveaux d'une halle gourmande d'une vingtaine de commerces d'une superficie de 3 000 m2, dont un espace culturel, des antiquaires, un bar lounge et une discothèque insonorisés. L'inauguration est attendue pour le mois de mai 2019. Le 18 mai 2019, la halle se trouvant derrière la façade rouvre en effet au public, après plus de quatre ans de travaux. Le projet, conçu par l'agence d'architecture ENIA, accueille des enseignes de restauration diversifiées et de qualité dans une ambiance singulière, destinée à redonner vie à ce lieu chargé d'histoire,. Après une période compliquée, le projet est relancé avec de nouveaux partenaires en 2023 sous le nom de " Mediterraneo ".